# Saint-Paul-des-Landes
Saint-Paul-des-Landes é uma comuna francesa na região administrativa de Auvérnia-Ródano-Alpes, no departamento de Cantal. Estende-se por uma área de 19,05 km². Em 2010 a comuna tinha 1 573 habitantes (densidade: 82,6 hab./km²).